# 9687 Уленбек
9687 Уленбек (9687 Uhlenbeck) — астероїд головного поясу, відкритий 24 вересня 1960 року.
Тіссеранів параметр щодо Юпітера — 3,312.
Названо на честь Джорджа Юджина Уленбека (англ. George Eugene Uhlenbeck, 1900-1988) — американського фізика.